# Полынов, Борис Борисович
Бори́с Бори́сович Полы́нов (23 июля [4 августа] 1877, Ставрополь-Кавказский — 16 марта 1952, Москва, РСФСР, СССР) — русский и советский учёный, специалист в области почвоведения, геологии, геохимии и географии, профессор, академик АН СССР (1946).

## Биография
Родился 23 июля (4 августа) 1877 года в городе Ставрополе, Ставропольская губерния.

### Образование
В 1900 году окончил Санкт-Петербургский лесной институт.
Изучал минералогию в Мюнхенском (1906—1907) и Варшавском (1912) университетах.
В 1908 году окончил Физико-математический факультет Императорского Санкт-Петербургского университета.

### Преподавательская и научная работа
Ассистент у С. А. Яковлева в Петрограде и П. Н. Чирвинского в Новочеркасске, затем профессор (1920—1923) Донского политехнического института.
В 1923—1935 и 1939—1947 годах — профессор ЛГУ
С 1925 года работал старшим научным сотрудником Почвенного института имени В. В. Докучаева в Ленинграде.
В 1925—1932 годах работал заведующим Почвенного музея Докучаевского почвенного комитета в Ленинграде.
В 1934 году АН СССР переехала из Ленинграда в Москву.
В 1935—1936 и 1947 годах — профессор МГУ.
В 1932—1937 годах — директор Почвенного института имени В. В. Докучаева в Москве.

### Репрессии
Был арестован 11 мая 1937 года в Москве, увезён на Лубянку, обвинён в том, что был резидентом английской разведки. Затем переведён в Ленинград, в Кресты.
По «делу Полынова» также были арестованы несколько сотрудников Почвенного института — В. М. Боровский, А. Ф. Большаков, А. И. Троицкий, Г. И. Григорьев. Они обвинялись в подготовке вооружённого восстания и терактов.
По свидетельству геолога М. М. Ермолаева — стойко перенёс допросы и пытки, не признал ложного обвинения.
Освобождён из тюрьмы 28 марта 1939 года «за прекращением дела № 23283» (в другой справке: «освобождён из-под стражи за прекращением следствия по его делу»).
Общим собранием АН СССР от 29 апреля 1938 года был исключён из числа членов-корреспондентов АН СССР, 28 июня 1939 — восстановлен.

### Последние годы жизни
Основные научные труды были посвящены вопросам происхождения почв и формирования коры выветривания, значению организмов в почвообразовании и выветривании, классификации и геохимической характеристике ландшафтов.
30 ноября 1946 года был избран академиком АН СССР, по Отделению геолого-географических наук (почвоведение, география).
В 1948 году, после Августовской сессии ВАСХНИЛ, на заседании Президиума АН СССР выступил против перевода почвоведения из отделения геолого-географических наук в биологическое отделание АН СССР.
Скончался в Москве 16 марта 1952 года, похоронен 19 марта на Новодевичьем кладбище.
В честь Б. Б. Полынова названа гора Полынова на острове Кунашир (название присвоено после 1946 года).

## Награды
- 1926 — Большая золотая медаль Всесоюзного географического общества
- 1928 — Медаль имени П. П. Семёнова-Тян-Шанского Всесоюзного географического общества[8].
- 1945 — орден Трудового Красного Знамени (10.06.1945)
- 1947 — орден Ленина (10.11.1947)

## Членство в организациях
- 1933 — Член-корреспондент АН СССР (1.02.1933) — Отделение математических и естественных наук (почвоведение)
- 1946 — Академик АН СССР (30.11.1946) — Отделение геолого-географических наук (почвоведение, география)
- 1951 — КПСС.

## Семья
- Мать — Софья Николаевна Сергеева (Полынова), урождённая Петровская[9]
- Брат — Николай Борисович Полынов (1.03.1873 — 1939, Ленинград) — адвокат, юрисконсульт, муж Т. Л. Щепкиной-Куперник.
- Брат — Константин Борисович Полынов, синолог, разведчик[10], был женат на японке Оминэ Сан
- Сестра — Елизавета Ивановна Шнитникова, урождённая Сергеева, жена орнитолога Шнитникова Владимира Николаевича
- Сестра — Вера Ивановна Тукеркес[11], урождённая Сергеева, жена Ивана Тукереса[12].
- Брат — Михаил Иванович Сергеев
- Брат — Иван Иванович Сергеев
- Жена — Мария Владимировна Полынова (Кухаренко) (1881—1950). Детей у них не было. Они оба похоронены на Новодевичьем кладбище в Москве место: 2-35-9[13].